# 颜德庆

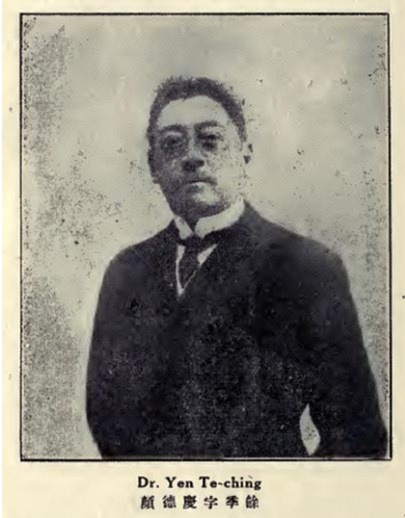

颜德庆（1878年10月—1942年），字季余，上海人，原籍湖南。清朝及中华民国铁路工程师。

## 生平
1878年，颜德庆出生于中国上海，父亲是圣公会牧师颜永京（1838年－1898年）。在上海同文馆毕业后，1895年随胞兄颜惠庆一同前往美国留学，就读于理海大学，主修铁道工程学。1901年颜德庆获工程硕士学位。1902年回国后，1902年起，历任粤汉铁路、广三支路工程师。1909年，担任川汉铁路副总工程师、代理总工程师。他先后参加粤汉铁路、沪宁铁路的建设，清朝政府授其为工学进士。
第一次世界大战结束后，1919年巴黎和会上，颜惠庆任中国政府代表团顾问，颜德庆为随员。他们支持收回青岛的主张。中国收回青岛的主张失败后，他和颜惠庆支持中国代表团发表《拒签宣言》，并赞成提交《中国要求胶澳租借地、胶济铁路及所有他项关于山东权利之直接归还之说帖》。
1921年华盛顿会议召开，中国代表团全权代表为外交总长颜惠庆，颜德庆等人为代表团专门委员，代表团总人数130人。1922年3月，青岛回归进入接管阶段，王正廷任鲁案善后督办，颜德庆任中国接收铁路委员长，协助鲁案善后督办王正廷接管胶济铁路，经过艰难的谈判，最终在12月5日签署《山东悬案铁路细目协定》，胶济铁路定于1923年1月1日移交，偿金4000万日元。1923年1月1日，中国接收铁路委员长颜德庆在青岛朝城路胶济铁路管理局主持了收回胶济铁路仪式，“日本山东铁路管理局”的牌子被“中国胶济铁路管理局”的牌子替代。此后，颜德庆任胶济铁路管理委员会委员长，常住青岛。
1942年，颜德庆病逝于上海，享年64岁。

## 延伸阅读
[在维基数据编辑]
 《游美同學錄·顏德慶》，出自《游美同學錄》
 在维基共享资源阅览影像